# Jan Rajlich
Jan Rajlich (10. dubna 1920 Dírná – 27. listopadu 2016 Brno) byl český výtvarný umělec, malíř, grafik, grafický designér, výstavní designér, scénograf, pedagog, publicista a organizátor kulturního života. Iniciátor Mezinárodního bienále grafického designu v Brně a 30 let jeho prezident (1963–1992).
Stal se zakládajícím členem multioborového uměleckého Sdružení Q v Brně (1968, konzul v letech 1990–2004), zakladatel profesního Sdružení Bienále Brno, z. s. (předsedou SBB 1991–1998). Byl také členem Svazu československých výtvarných umělců (1949–1970 a 1981–1990), AGI (Alliance graphique internationale) či ISGD (International Society of Graphic Designers, USA).
Patřil mezi průkopníky orientační grafiky a jednotného vizuálního stylu v Československu, byl afišistou (plakátů navrhl kolem 300). Na jeho kontě je na 150 typografických úprav publikací, veletržní a výstavní grafika (90 výstav a veletrhů na celém světě) a stovky tiskovin, symbolů a značek atp. Spolupracoval také s architekty na nástěnných malbách, dekorativních mozaikách a informačních piktografických systémech. Stál u zrodu technologie netkaných gobelínů Art protis v Brně (1964). Byl autorem více než dvaceti divadelních scénografií a několika scénografií televizních.
Ve volné tvorbě se zpočátku věnoval krajinomalbě, později koláži a serigrafii.
Výtvarná tvorba Jana Rajlicha byla představena na 52 individuálních výstavách a na 260 kolektivních výstavách doma a na 190 v zahraničí. Jeho plakáty, grafiky (serigrafie) a obrazy lze nalézt ve sbírkách muzeí a galerií doma i v cizině. Obdržel přes 40 ocenění.

## Život

### Dětství a mládí
Jan Rajlich se narodil 10. dubna 1920 v jihočeské obci Dírná u Soběslavi (okres Tábor) v rodině Karla Vojtěcha Rajlicha (rodem z Červeného Hrádku u Sedlčan), panského kováře statku Wratislavů z Mitrovic v Dírné. Matka Marie rozená Hejhalová původem z Nechvalic byla v domácnosti. Otec prošel mnoho míst v Evropě a navštívil i Svatý hrob v Jeruzalémě či egyptské pyramidy.
Již od pěti let se Jan Rajlich stal žákem obecné školy v Dírné. Od deseti pak dojížděl do Jindřichova Hradce na reálné gymnázium, kde v roce 1939 odmaturoval. Do 19 let tak žil s rodiči a třemi staršími bratry (Jaroslav, Karel a Václav) v Dírné.
Podle svých vzpomínek, které různě publikoval, tak v dětství i v dospívání nikdy nepomyslel na žádné jiné budoucí povolání, než na to stát se malířem. V dětství byl jeho vzorem Mikoláš Aleš, kterého znal především ze školního slabikáře. V jeho kreslení ho podporovala matka a také o 11 let starší bratr Jaroslav, který jako učitel matematiky a kreslení amatérsky maloval. Proto se také Jan Rajlich v květnu 1939 přihlásil ke zkouškám na nově otevíranou výtvarnou školu Baťových obuvnických závodů, Školu umění ve Zlíně – a byl přijat.

### Zlín, Český Těšín a Vimperk
V letech 1939–1944 vystudoval soukromou Školu umění ve Zlíně, která v době uzavření českých vysokých škol za protektorátu byla jedinou uměleckou školou, jejíž výuka měla univerzitní charakter. Jeho pedagogy byli malíři Vladimír Hroch, Jan Sládek, Richard Wiesner, grafik Eduard Milén, sochař Vincenc Makovský, architekti Bohuslav Fuchs, F. L. Gahura, Jan Vaněk, teoretici Albert Kutal a V. V. Štech a další. Současně pracoval v závodech Baťa a. s., nejdříve v redakci závodních novin, později v reklamním oddělení a ve školní grafické dílně.
Spolu se skupinou spolužáků (Alex Beran, Václav Chad, Zdeněk Hybler, Karel Kramule, Jan Kostlán, Zdeněk Máčel a další) poprvé vystavoval obrazy v Městském divadle na Kladně (1943) a v roce 1944 na školní výstavě vystavoval v návrhu 1:1 svůj první plakát – typický baťovský čtyřplakát pro firemní reklamní kampaň „Jaro“.
Po studiích koncem války se stal se členem Odborové organizace českých výtvarných umělců v Praze, ale zůstal ve Škole umění, kde byl totálně nasazen v dílně na výrobu židliček do protileteckých krytů (spolu s Čestmírem Kafkou). Na škole působil v podzemním protinacistickém hnutí. Od začátku roku 1945 byl nasazen na kopání zákopů ve Valašském Meziříčí a Bohuslavicích u Zlína. Své vzpomínky na válečná léta ve Škole umění ve Zlíně shrnul do knihy Přistřižená křídla (CERM Brno, 2005).
Po skončení války od července 1945 byl redaktorem v Těšínských novinách a po jejich zastavení do léta 1946 v odborářské Práci, stal se členem Svazu českých novinářů. V Českém Těšíně uspořádal první samostatnou výstavu obrazů a kreseb převážně s krajinářskou tematikou.
V letech 1946–1948 pak působil jako samostatný malíř ve Vimperku, kde bydlel u svého bratra Karla. Hlavní zájem věnoval olejomalbě, v níž ztvárňoval jihočeskou krajinu. Zároveň pracoval i v oblasti propagační a knižní grafiky, ilustrace a scénografie. Byl přijat za člena Sdružení jihočeských výtvarníků (SJV) v Českých Budějovicích.
V roce 1947 poprvé vycestoval za hranice – do Polska a kresby z cesty vystavil v Jihočeském národním divadle v Českých Budějovicích.
Ve Vimperku se seznámil s Boženou Skalickou (12. října 1924 Praha – 6. září 2001 Brno), se kterou se v létě 1948 oženil. – V letech 1948–1950 se s manželkou vrátil znovu do Zlína, kde byl zaměstnán u firmy Baťa jako referent výtvarné výchovy Domovů pracujících. V roce 1949 byl přijat do nově založeného Svazu čs. výtvarných umělců.

### Brno
Po narození syna Jana v roce 1950 se Jan Rajlich definitivně usadil v Brně jako malíř a grafik-designér ve svobodném povolání. Spolu s několika spolužáky a generačními druhy vytvořil volné pracovní seskupení nazvané „Kolektiv“ (Konrád Babraj, Vladimír Drápal, František Chmelař, Miroslav Šimorda, Vojtěch Štolfa, Oldřich Vašica ad.). První významnou zakázku „Kolektivu“ bylo výtvarně prostorové řešení expozice Krajského národního výboru v Brně na BVT – Brněnských výstavních trzích, v rotundě pavilonu A brněnského výstaviště. V letech 1952–1953 byl Jan Rajlich vedoucím grafikem při zřizování Památníku národního písemnictví v Praze. „Kolektiv“ se v roce 1954 rozešel a část přešla do družstva Propagační tvorba. Tam se Rajlich souběžně s malbou začal intenzivněji věnovat užité grafice, zejména plakátu a propagační a výstavnické tvorbě a v 60. letech opustil olejomalbu jako svůj hlavní výtvarný projev. Družstvo Propagační tvorba ale bylo v roce 1961 násilně zrušeno a tak v roce 1968 se Jan Rajlich angažoval za jeho obnovení. V letech 1969–1976 byl pak členem představenstva a umělecké rady obnoveného družstva Propagační tvorba v Praze.
V letech 1959–1963 byl předsedou umělecké komise ČFVU pro užitou grafiku a brzy po založení veletrhů v Brně (1960) se stal členem, později předsedou, umělecké komise podniku BVV – veletrhy a výstavy v Brně. V letech 1961–1967 byl Jan Rajlich předsedou oblastní pobočky Svazu čs. výtvarných umělců v Brně. V roce 1965 založil společně s Pavlem Navrátilem a Igorem Zhořem Galerii Jaroslava Krále v Brně a po téměř 20 let vytvářel tiskoviny GJK.
V roce 1968 patřil Jan Rajlich mezi zakládající členy multioborového uměleckého Sdružení Q. Po rozpuštění SČsVU v době tzv. normalizace, nebyl do normalizačního Svazu přijat. Rovněž Sdružení Q bylo zakázáno, avšak někteří brněnští členové (Jan Rajlich, Vilém Reichmann, Jan Skácel, Miloš Slezák, Bořivoj Srba, Miroslav Šimorda, Václav Zykmund, Ludvík Kundera ad.) se dál až do r. 1989 pravidelně scházeli jako tzv. „čtvrtečníci“. Do Svazu českých výtvarných umělců byl Jan Rajlich znovu přijat roku 1980 až po desetileté „normalizační“ pauze a po roce 1989 v obnoveném Sdružení Q byl zvolen konzulem a vedl výtvarnou sekci (do r. 2004).
Jan Rajlich se v Brně také věnoval pedagogice a školství, v letech 1964–1967 učil na oddělení výstavnictví střední uměleckoprůmyslové školy v Brně. Spolu s Milošem Slezákem a Bohdanem Lacinou předložili návrh na vysokoškolská výtvarná studia na Masarykově univerzitě (tehdy Univerzita Jana Evangelisty Purkyně) – navrhovaný kabinet propagace a vizuálního designu měl již pro školní rok 1969–1970 konkrétní studijní program, ale srpnové události a zejména tzv. normalizace projekt zcela zastavily.
V letech 1983–1989 přednášel „aplikovanou semiotiku“ a „grafický design ve výstavnické tvorbě" v rámci postgraduálních studií VŠT Košice a Fakulty architektury VUT v Brně. Při založení Fakulty výtvarných umění VUT v Brně první rok vedl ateliér vizuálních komunikací (1992–1993).
O kulturním životě v Brně ve 2. polovině 20. stol. napsal na počítači, když mu bylo 85–88 let, vzpomínky Brno – černá bílá (CERM Brno, 2015).
Zemřel v Brně 27. listopadu 2016 ve věku 96 let. Urna s jeho popelem byla uložena na čestném pohřebišti města Brna na Ústředním hřbitově v Brně v náhrobku, který navrhl syn Jan Rajlich ml.

## Bienále Brno a mezinárodní aktivity
Na mezinárodním poli Jan Rajlich začal spolupracovat nejprve od roku 1961 zejména s polskými výtvarníky (organizoval výměnné výstavy).
Jako celoživotní publicista publikoval v zahraničních odborných časopisech – německé Neue Werbung (od 1961) a Novum Gebrauchsgraphik, japonské revue Idea a Graphic Design (od 1965), italské Linea Grafica a L‘ Ufficio Moderno Milano (od 1970) a další.
V roce 1963 inicioval založení mezinárodních cyklických výstav Bienále užité grafiky Brno a stal se předsedou organizačního výboru Bienále, kterým zůstal až do roku 1992. V roce 1964 se v Moravské galerii v Brně uskutečnila první výstava Bienále. Bienále Brno tak bylo první výstavou svého druhu na světě a Moravská galerie v Brně je pořádá dodnes jako Mezinárodní bienále grafického designu.
Během přípravy 3. bienále v roce 1967 navázal dlouhodobý přátelský písemný styk s „ikonou“ světového designu Ladislavem Sutnarem z New Yorku.
Pravidelně byl zván na Mezinárodní bienále plakátu do Varšavy, kde se setkával a spřátelil s mnoha vynikajícími tvůrci plakátů z celého světa (např. Josef Müller-Brockmann, Yusaku Kamekura, Walter Allner, Wim Crouwel, Józef Mroszczak, Waldemar Świerzy ad.). V roce 1975 byl ve Varšavě členem mezinárodní poroty celosvětové soutěže na plakát k 30. výročí vítězství nad fašismem a v roce 1989 také ve Varšavě předsedal mezinárodní porotě světové soutěže na plakát k výročí vzniku 2. světové války a hitlerovského přepadení Polska.
Jeho účast na kongresu ICOGRADA (International Council of Graphic Design Associations) v Eindhovenu v Nizozemsku (během srpnových událostí 1968) znamenala začátek intenzivních osobních mezinárodních styků. Účastnil se i dalšího kongresu VISCOM [vizuální komunikace] '71 ve Vídni, jehož program vzbudil jeho mimořádný zájem o otázky designu vizuálních komunikací. Od kongresu ve Vídni byl Rogerem Hampsonem opakovaně zván do Anglie na Bolton College of Art and Design. Cesta mu byla povolena až v roce 1977 a znovu ještě v roce 1980, kdy měsíc vyučoval na Loughborough College of Art and Design. V tamní školní grafické dílně vytiskl první z cyklu serigrafií „Ruby".
Od konce 80. let byl zván do mezinárodních porot (Bienále Brno, Ekoplagát Žilina, Ecole Supérieure des Arts Graphiques v Paříži, Fiera del Libro per Ragazzi v Bologni, Farbe und Fläche ve Vídni, Kunst & Kunst & Kunst ve Vídni, Bienále knižního umění v Martině na Slovensku aj.) a připravil řadu výstav grafického designu, jako např.: Značky a symboly členů AGI (Žilina, Brno, 1989), Český a slovenský plakát (Mexico City, 1990), Vizuální interpretace (S. Pölten, Rakousko 1991 a Lublaň, Slovinsko 1992) a koncipoval výstavní program v cyklu Brno – hlavní město grafického designu (např. výstavy Plakát a počítač, Nejpozoruhodnější plakáty světa, Svět na dosah, Abdul Lathif Al Smoudi ad.). Ve spolupráci s revuí Idea z Tokia připravil publikaci Graphic Design in East Europe.
V roce 1992 byl pozván k vytvoření plakátu s ekologickou tematikou pro výstavu „30 plakátů o životním prostředí a rozvoji“, která zahajovala doprovodné akce konference OSN v Rio de Janeiro, v Museu de Arte Moderna do Rio de Janeiro měl přednášku o čs. grafickém designu. V roce 1998 byl pozván do Tokia (JIDPO – Japan Industrial Design Promotion Organization), kde se na jeho počest konalo sympozium a dvojvýstava Bienále Brno a Český grafický design.
U příležitosti jeho osmdesátin zorganizoval Dušan Junek v Oravské galérii v Dolnom Kubíně, Slovensko „Medzinárodnú výberovú výstavu plagátu Svet priateľov“, které se zúčastnilo 166 tvůrců ze 40 zemí (repríza se konala v témže roce i v Brně a v Praze). 
Své mezinárodní aktivity Jan Rajlich zakončil na konferenci v Guanajuatu (Mexiko, 2003), kde jako hlavní řečník pronesl přednášku „Přílišná snadnost všeho“.

## Výtvarná tvorba
Umělecká tvorba Jana Rajlicha st. zabírá mnoho sfér výtvarného umění a designu.
V jeho školních pracích na Škole umění ve Zlíně (1939–1944) lze nalézt akvarely a olejomalby portrétní a zejména krajinářské, ilustrace vytvářené jemnou perokresbou, řadu návrhů scénografických i několik návrhů užité grafiky. Je v nich rozpoznatelné prvotní přibližování se stylu školitelů (Vladimír Hroch, Jan Sládek, Eduard Milén aj.) a také základ všestrannosti pozdější Rajlichovy tvorby.
V polovině 40. let se Rajlichovy krajiny již staly pro něho typické kubizující formou. Postupně ale a s nástupem tzv. socialistického realismu na počátku 50. let nabývají na popisnosti. Na konci krajinářské etapy své tvorby (1955–1962) Rajlich maluje více pastózně a expresívněji. V dalších letech se krajinou zabývá jen „rekreačně“ a plní skicáře expresivními pastelovými obrazy krajin svých dovolených.
Druhou linkou Rajlichovy tvorby byla od školních let scénografie. Vytvořil dvacítku divadelních a několik televizních scénografií (40.–60. léta 20. stol.). V poslední své výpravě pro hru Ludvíka Kundery Totální kuropění v Divadle pracujících v Gottwaldově, navržené po takřka 25leté pauze v roce 1988, naplno zúročil své předešlé zkušenosti nejen s divadlem, ale i s grafickou a výstavnickou tvorbou, a vznikla tak jeho nejzásadnější výprava – grafický 3D prostor totálního divadla.
Jan Rajlich st. se od konce 40. let věnoval také užité grafice, jež se od konce 50. let stala doménou jeho tvorby. Výstavní grafika, typografický design, jednotný vizuální styl a zejména plakát. Nejrozsáhlejšími jeho díly koordinovaného designu byly např. vizuál GJK (Galerie Jaroslava Krále, Brno) nebo vizuální styl BVV (Brněnské výstavy a veletrhy). Hlavně ve své plakátové tvorbě se od počátků 60. let klonil k tzv. švýcarské škole navazující na funkcionalismus. Ve svých plakátech dbal na znakové, ale srozumitelné předání informace, tedy zkratkovité vyjádření obsahu plakátu, ať už „znak“ vytvářel konstruktivně, malířsky, nebo typograficky.
Jan Rajlich st. také spolupracoval od 50. let s architekty na zakázkách do veřejného prostoru. Šlo například o sgrafito ve škole na Vídeňské ulici v Brně (1957, od 1990 zakryto), rozměrný reliéf Slunce na Hotelu International v Brně (1961 – ve spolupráci se sochařkou Sylvou Lacinovou), mozaiku Přírodní prostředí ve Fakultní nemocnici v Brně-Bohunicích (1988), o tvorbu neonů (např. Rybena, Slatina, Obnova aj. v Brně), orientační a informační grafiku (Hotel Morava Pohořelice, sídlištní centra v Kohoutovicích a Bystrci) a mnohé další.
Ve volné tvorbě po opuštění olejomalby nalezl Jan Rajlich st. svůj malířský prostor v koláži. Od roku 1964, kdy se staly vizuální inspirací jeho prvních kreslených koláží fragmenty rukopisů básní, pokračoval kolážemi, ve kterých mu šlo o estetiku plochy a barvy, tedy nesdělný obsah vytvářený barevně vibrujícími útržky barevných plošek a fotografií.
Od roku 1967 vedle koláže našel Jan Rajlich st. adekvátní vyjádření pro „minimální poselství, ale s vnitřním nábojem“  v technice serigrafie. Nejdříve se zabýval cyklem čistých ale umně deformovaných barevných tvarů Plocha, tvar, změna, jež vytvářel vedle serigrafie i ve formě reliéfních objektů, a pak od roku 1980 cyklem serigrafií Ruby, ve kterém kombinoval předchozí postup s vesměs rukopisnými útržky odhalovanými jakoby z rubu tvarových figur.
O rozsáhlém výtvarném díle Jana Rajlicha st. pojednává mnoho tištěných publikací, medailonů, článků a katalogů výstav i internetových stránek (viz výběr z literatury níže). Jeho plakátovou tvorbou a užitou grafikou se zabývá monografie Jan Rajlich: plakáty, grafika, grafický design: posters, graphics, graphic design (Akcent-Blok, Třebíč, 1999) a komplexním pohledem na celou tvorbu publikace Jan Rajlich 100: Mr. Brno (Moravská galerie, Brno, 2020).

## Galerie výtvarných prací

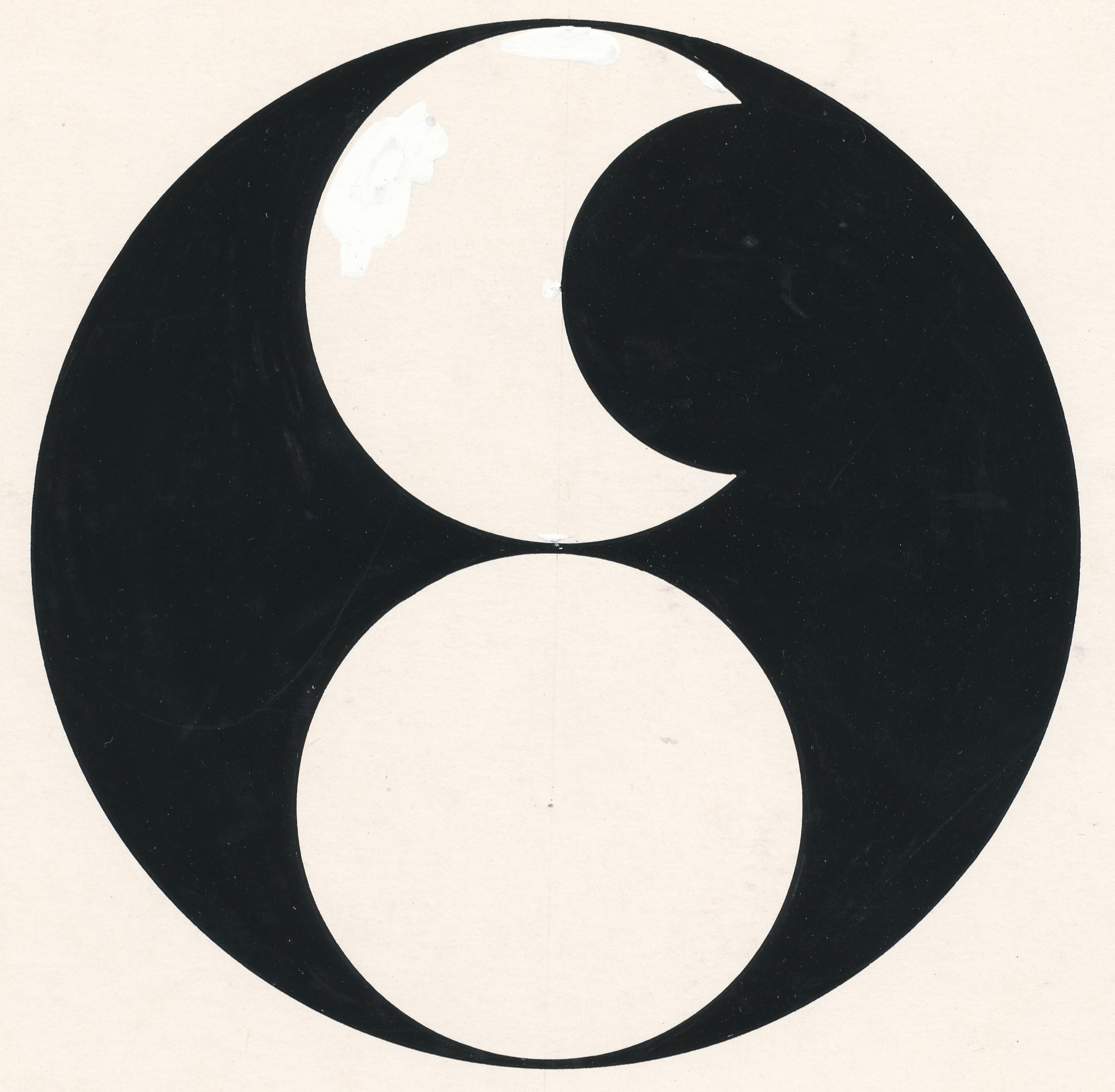
Jan Rajlich st., Hvězdárna a planetárium Brno, značka, 1976, Archiv Jana Rajlicha – Moravská galerie v Brně

## Výstavy

### Individuální výstavy
(výběr z 52 výstav)
- Jan Rajlich, výstava obrazů a kreseb, Dům mládeže, Český Těšín, 24. 2.–4. 3. 1946; kat. Jaroslav Bartoš
- Výstava kreseb Jana Rajlicha, Jihočeské národní divadlo, České Budějovice, 1948; kat. Jaroslav Bartoš
- Jan Rajlich, Krajiny1956, oleje, akvarely, kresby, Malá galerie Domu umění města Brna, 16. 12. 1956–3. 1. 1957; kat. Jan Šebela
- Užitá grafika Jana Rajlicha, Moravská galerie, Brno, 3.–31. 12. 1965; kat. Jiří Hlušička
- Plakáty Jana Rajlicha, Vlastivědné muzeum, Prostějov, 23. 1.–20. 2. 1966; kat. Pavel Režný
- Plakáty Jana Rajlicha, Okresní vlastivědné muzeum, Vyškov, 17. 4.–1. 5. 1966
- Jan Rajlich, koláže, plakáty, Dům umění, Brno, foyer kina Družba, 1.–28. 6. 1967
- Jan Rajlich (1964–1972), Galerie Jaroslava Krále, Dům umění, Brno, 7. 3.–3. 4. 1972; kat. Jiří Hlušička
- Jan Rajlich, plakáty, serigrafie, koláže, Oblastní galerie výtvarného umění, grafický kabinet gottwaldovského zámku, Gottwaldov, 9. 1.–23. 2. 1975; kat. Jiří Hlušička
- Jan Rajlich, užitá grafika (typografie, plakáty, grafický design), Památník národního písemnictví, Svaz českých výtvarných umělců, Spolek českých bibliofilů, Praha, 1979; kat. Jiří Hlušička
- Jan Rajlich, výběr z díla (1942–1980), obrazy, kresby, grafika, užitá grafika, Dům umění Jihomoravského muzea, Vzorná okresní knihovna, Moravská galerie, Brno, Znojmo, 10. 7.–28. 9. 1980; kat. Jiří Hlušička, báseň Ludvík Kundera, bibliogr. Bronislava Gabrielová
- Jan Rajlich, Graphic Designer, Loughborough College of Art and Design, Loughborough, Anglie, 16.–30. 10. 1980
- Jan Rajlich, Ruby, Galerie v předsálí, Blansko, 2. 12. 1982–5. 1. 1983; kat. Jan Skácel
- Jan Rajlich, užitá grafika 1965–1985, Moravská galerie, Brno, 14. 3.–28. 4. 1985; kat. Jiří Hlušička
- Jan Rajlich, Ruby, Divadlo hudby OKS, Olomouc, 13. 11.–1. 12. 1985; kat. Ludvík Kundera
- Jan Rajlich, Ruby, výstava serigrafií, Galerie výtvarného umění, Hodonín, 13. 4.–22. 5. 1988 / Letohrádek, Ostrov n. O., 8. 10.–27. 11. 1988; kat. Jiří Hlušička
- Jan Rajlich, Plakáty (Z ateliéru), Chebské muzeum, Cheb, říjen–listopad 1988; kat. Miroslav Kudrna
- Jan Rajlich, užitá grafika 1963–1988, Státní vědecká knihovna, Výstavní síň KSSPPOP, České Budějovice, 16. 11.–4. 12. 1988; kat. + bibliogr. Bronislava Gabrielová
- Jan Rajlich, grafický design a typo (1963–1988), Výstavná sieň Kruhu priateľov českej kultúry, Bratislava, 15. 12. 1988–15. 1. 1989; kat. Dušan Junek
- Les trois de Brno (s Milošem Slezákem a Miroslavem Šimordou), Maison Internationale de Rennes, Francie, 8.–22. 2. 1989; kat. Jiří Hlušička
- Jan Rajlich, grafika, koláže 1965–1990, Galerie Čs. spisovatel, Praha, 20. 9.–21. 10. 1990; kat. Ludvík Kundera
- Jan Rajlich (1920) & Jan Rajlich (1950), grafika, koláže, Galerie Chagall, Ostrava, 15.–30. 9. 1992; kat. Bronislava Gabrielová
- Cestování se skicářem, Jan Rajlich, pastely 1983–1994, Muzeum Smrčkův dům, Soběslav, 25. 4.–21. 5. 1995; kat. Bronislava Gabrielová
- Rajlichs (s J. Rajlichem ml.), Plakatmuseum am Niederrhein, Emmerich, Německo, 3. 5.–13. 6. 1998; kat. Helmut Langer
- Na tři způsoby, Jan Rajlich, koláže, grafiky, plakáty, Jamborův dům, Tišnov, 7. 11.–2. 12. 1999; kat. Ludvík Kundera
- KOLGRAPLA, Jan Rajlich, koláže, grafiky, plakáty, Galerie Hrozen, České Budějovice, 15. 10.–9. 11. 2001; kat. Ludvík Kundera, Radomír Postl
- Generations in Czech Poster Design: The Rajlichs’ in Colorado (s J. R. ml.), Museum of Contemporary Art, Fort Collins, USA, 6. 9.–19. 10. 2001
- 150 let/years Jan Rajlich, HaDivadlo, Brno, 1. 6.–30. 9. 2010 (prodlouženo do 31. 10.); kat. Jiří Hlušička
- Jan Rajlich st., Plakáty, Galerie Terryho ponožky, kino Světozor, Praha, 20. 11. 2012–12. 1. 2013
- 5R = 5×Rajlich, Jaroslav, Jan, Jaroslav, Tomáš a Jan Rajlichovi, bývalá škola Dírná, 20. 6.–30. 8. 2015
- Jan Rajlich, Hloubka plochy, Galerie Václava Chada, Zlínský zámek, Zlín, 10. 11. 2016–13. 1. 2017; kat. Vít Jakubíček
- Jan Rajlich 100 Mr. Brno, Art & Design, Pražákův palác, Moravská galerie, Brno, 24. 9. 2020–28. 2. 2021; kat. Marta Sylvestrová et al.

### Kolektivní výstavy domácí
(výběr z 260 výstav)
Jan Rajlich st. se účastnil svými olejomalbami, kolážemi, serigrafiemi, plakáty, užitou grafikou, výstavním designem atp. 260 kolektivních výstav v Československu a Česku; byly to mj.:
- Výstavy mladých výtvarníků ve Zlíně, 1943–1948
- Výstavy brněnské pobočky SČsVU, Brno, Olomouc, Ostrava, 1950–1970
- Bienále užité grafiky, Brno, 1964–1992, a Mezinárodní bienále grafického designu, Brno, 1994–2002
- Výtvarní umělci k výročí ČSSR, Praha, 1965, 1975, 1985; Bratislava, 1985
- Výstavy medailérské tvorby na Moravě, Brno, 1970; Kroměříž, 1978; Ostrava, 1979; Brno, 1982
- Výstavy Sdružení Q: Olomouc 1970, 2016; Brno, 1970, 1991, 2000, 2003, 2008, 2014, 2018; Blansko, 1991, 1997, 2002, 2009; Senica, 1991, Uherské Hradiště, 1992–1993, 2000; Kroměříž, 1998; Žďár nad Sázavou, 2001; Bechyně, 2005; Týn nad Vltavou, 2006; Boskovice, 2010; Praha-Chvaly, 2012; Náměšť nad Oslavou, 2014; Hodonín, 2015
- Výstavy SBB v cyklu Brno – hlavní město grafického designu, 1993–2011
- Intersalony AJV, České Budějovice, 1997–2005
- Výběr z dalších domácích výstav: Celostátní výstava jevištních výtvarníků, SčsVU, Praha, 1954 / III. přehlídka čs. výtvarného umění, Praha, 1955 / Výstavy Propagační tvorby, Brno, 1957, 1960 a 1970 / Brněnský plakát, Brno, 1960–1980 / Avantgarda ’66, Praha, 1966 / Aktuální tendence českého umění, Praha, 1966 / Současný československý plakát, Olomouc, 1967 / 50 let českého užitého umění a průmyslového výtvarnictví – mezníky vývoje v letech 1918–1968, Praha, 1969 / Oborová výstava užité grafiky, Praha, 1981 / Brněnská malba, Brno, 1981 a 1988 / Moravská grafika, Brno, 1983 a 1989 / 100 let českého užitého umění III, plakát, typografie, fotografie, Praha, 1986 / Grafické techniky III, sítotisk a serigrafie, Praha, 1987 / Ochranná známka, obrazová značka, písmová značka, Brno, 1989; Praha, 1989 / Značky a symboly členů AGI, Žilina, 1989; Brno, 1990 / Československá koláž, Příbram, 1990 / Hyperbibliofile Ludvíka Kundery, Blansko, 1990 / Paper art ’90, Praha, 1990 / Výstavy 630 cm2, mail art, Ostrava, 1994–2006 / Současná česká grafika, Ostrava, 1994 / Český plakát 60. let, Brno, 1997 / Veletržní a výstavní plakát, Brno, 1998 / Přesahy výtvarného Brna, Brno, 2000 / Svět přátel / World of Friends, Brno, 2000; Praha, 2000 / Oživit a ozvláštnit. Výtvarné umění v prostoru brněnských sídlišť, Brno, 2012 / 50 let tapiserie art protis, Brno, 2015 / Paneland: Největší československý experiment, Brno, 2017–2018 / Avant Garde, festival RE:PUBLIKA 1918–2018, Brno, 2018 / Hommage: Jan Rajlich 100×100, 100 grafiků 100 plakátů, Brno, 2020

### Kolektivní výstavy zahraniční
(výběr z 190 výstav)
Jan Rajlich st. byl zastoupen zejména svými plakáty, užitou grafikou a serigrafiemi na více než 190 kolektivních výstavách v zahraničí:
- Výstavy čs. plakátu: Moskva, SSSR, 1965; Riga, SSSR, 1965; Heidelberg, SRN, 1965; Mannheim, SRN, 1965; Freiburg, SRN, 1966; Tokio, Japonsko, 1965; New Haven, USA, 1969; New York, USA, 1969; Zürich, Švýcarsko, 1969; Mons, Belgie, 1970; Braine-l’Alleud, Belgie, 1970; Zürich, Švýcarsko, 1973; Zürich, Švýcarsko, 1986; USA (putovní výstava), 1990–1991; Guadalajara, Mexiko, 1992; Ciudad de México, Mexiko, 1992; Ogaki, Japonsko, 1994; New Delhi, Chandigarh, Indie, 1996; Konstanz, Německo, 1997; Nagoya, Japonsko, 1998; Varšava, Polsko, 1998; Silkeborg Bad, Dánsko, 2003; Bratislava, Slovensko, 2003; Tchaj-pej, Tchaj-wan, 2014; Nagoya, Japonsko, 2015; Shenzhen, Čína, 2018
- Výstavy čs. užité grafiky: Krakov, Polsko, 1965; Poznaň, Polsko, 1967; Bochum, SRN, 1966; Frankfurt am Main, Wuppertal, SRN, 1967; Vídeň, Rakousko, 1969; Lutych, Belgie, 1969; Bruggy, Belgie, 1969; Tchaj-pej, Tchaj-wan, 2018
- 36. Biennale di Venezia, Benátky, Itálie, 1972, a další cyklické výstavy: Lublaň, Slovinsko, 1968; Varšava, Polsko, 1968, 1970, 1972, 1974, 1976, 1984, 1994, 2002, 2004; Fort Collins, USA, 1979, 1989, 1991, 1993, 2003, 2005; Lahti, Finsko, 1979, 1981, 1989, 1991; Toyama, Japonsko, 1985; Grenchen, Švýcarsko, 1985; Mnichov, Německo, 1989; Chaumont, Francie, 1990; Trnava, Slovensko, 1991, 1994, 1997, 2000, 2003, 2006; Žilina, Slovensko, 1993, 2002; Moskva, Rusko, 1994, 1998–1999; Sofia, Bulharsko, 1995; Buenos Aires, Argentina, 1995; Záhřeb, Chorvatsko, 1995; Ogaki, Japonsko, 1996; Sharjah, Spojené arabské emiráty, 1999; Teherán, Írán, 2004; Mons, Belgie, 2004
- Výstavy Sdružení Q: Vídeň, Rakousko, 1994; Heidelberg, Německo, 1997; Sharjah, Spojené arabské emiráty, 1999; Lisabon, Portugalsko, 2003–2004; Porto, Portugalsko, 2004
- Výběr z dalších mezinárodních výstav: Form und Qualität [čs. expozice Art protisu], Mnichov, SRN, 1966 / 100 Designers for IDEA, Tokio, Japonsko, 1971 / Global Eye ’72 – 7 East European nations exhibition, Tokio, Japonsko, 1972 / Grafica sperimentale per la stampa, Udine, Itálie, 1972; Řím, Itálie, 1973 / Typoart plakatu, Varšava, Polsko, 1975 / International Poster Exhibitions, Listowel, Irsko, 1977; 1978 / AGI (Alliance Graphique Internationale) Exhibition, Montreal, Kanada, 1982; Mexico 1994; Tokio, Japonsko, 2012 / La communication par la couleur, Lyon, Francie, 1988; Curych, Švýcarsko, 1989 / Salon international de l’Affiche et des Arts de la Rue, Paříž, Francie, 1990; 1992; řada evropských zemí, 1999–2000 / Visual Interpretation, St. Pölten, Rakousko, 1991; Lublaň, Slovinsko, 1993; Budapešť, Maďarsko, 1993 / 30 Posters on Environment and Development, Rio de Janeiro, Brazílie, 1992 / World Logo Design Biënnale, Ostende, Belgie, 1994 / Posters against Violence Worldwide, Kanada, USA, Německo ad. (putovní výstava), 1995 / Fax Posters Against Nuclear Testing, Kolín nad Rýnem, Moskva ad., 1995–1996 / Internet Graphic Design Competition, NEST, Tokio, Japonsko, 1996; 1999 /’97 Kyoto Environmental Poster Design Exhibition, Kyoto, Japonsko, 1997 / International Biennale of Graphic Design Brno 1990–1996 and Czech Graphic Design, JIDPO, Tokio, Japonsko, 1998 / Kindheit ist kein Kinderspiel, Německo (putovní výstava), 1998–1999 / Über Kreuz, Vom Zeichen zum Abzeichen, Plakate, Buchkunst und Grafik, Frankfurt am Main, Německo, 1998–1999 / International Poster Exhibition in Hanu Hara Festa, Tokushima, Japonsko, 2000; 2001 / Svet priateľov – World of Friends, Dolný Kubín, Slovensko, 2000 / Coexistence, Jerusalem, Izrael, 2000 / Graphisme(s) – 200 créateurs, 1997–2001, Paříž, Francie, 2001 / Le nouveau Salon des Cent, exposition internationale d’affiches, 100× Hommage à Toulouse-Lautrec, Paříž, Francie, 2001 / 60th Anniversary of Hiroshima and Nagasaki Atomic Bombing, Ogaki, Japonsko, 2005 / The Trio of Poster, Czech Poland Taiwan, Taichung, Tchaj-wan, 2007; Tchaj-pej, Tchaj-wan, 2008 / Carteles por la Diversidad Cultural, Havana, Kuba, 2007 / Welt aus Schrift, Berlín, Německo, 2010–2011 / Internationale Plakatausstellung Plakat-sozial, Leipzig, Německo, 2011 / Taiwan’s 100 Years of Design, Global designers theme poster exhibition, Tchaj-pej, Tchaj-wan, 2011 / ?Plagát : Poster!, 100 plagátov z histórie Trienále plagátu Trnava vo výberu Dušana Juneka, Trnava, Slovensko, 2012 / in.print.out. / Grafik in / auswendig, Vídeň, Rakousko, 2013

### Zastoupení ve sbírkách
Národní muzeum v Praze, Moravská galerie v Brně, Uměleckoprůmyslové muzeum v Praze, Muzeum města Brna, Krajská galerie výtvarného umění ve Zlíně, Oblastní galerie výtvarného umění v Olomouci, Galerie výtvarného umění v Karlových Varech, Galerie výtvarného umění Hodonín, Galerie výtvarného umění Ostrava, Okresní muzeum Břeclav, Muzeum Vyškovska Vyškov
Záhorská galéria Senica, Galéria Jána Koniarka Trnava, Oravská galéria Dolný Kubín, Muzeum plakatu Wilanów, Museum of Modern Art New York, The Merill C. Bermann Collection New York, Kunstgewerbe-Museum Zürich, Museum fur Kunst und Gewerbe Hamburg, ICOGRADA Audio Visual Library and Archiv Brighton, Israel Museum Jerusalem, Neue Sammlung München, Bluecoat Gallery Liverpool, Lords Gallery London, Die Kunstgesellschaft Grenchen, Kleines Plakatmuseum Berchtesgaden, Dansk plakatmuseum – Peder Stougard’s Samling of Plakater Aarhus, Musée de la Publicité – Musée du Louvre Paris, Plakatmuseum am Niederrhein (PANkunstforum) Emmerich, Ogaki Poster Museum Ogaki, Suntory Museum Osaka ad.
Grafikou a plakáty rovněž zastoupen v soukromých sbírkách v ČR i v zahraničí, zejména v Německu, Švýcarsku, Francii, Anglii, USA a Kanadě.

## Vybraná ocenění
- 1947–2016 25 oborových cen a uznání za malbu a grafiku
- 1962–1987 17 cen v každoročních soutěžích Brněnský plakát
- 1964 2. cena na I. bienále užité grafiky Brno
- 1982 Stříbrná medaile na X. bienále užité grafiky Brno
- 1985 „Icograda Excellence Award – the President's Trophy“ Nice (Francie)
- 1991 Mezinárodní cena za grafický design „Master's Eye“, Trienále plakátu v Trnavě
- 1994 Euro Design-Award, ITC Antverpy a kulturní komise Evropského společenství, 1st World Logo Design Festival, Ostende (Belgie)
- 1995 Cena města Brna, zastupitelstvo města Brna
- 1996 Design Prestige, Design centrum České republiky Brno
- 2000 Čestná Grand Prix Bienále grafického designu Brno, Moravská galerie Brno
- 2002 Uveden do Síně slávy českého výstavnictví, Expo Image, Brno – Praha
- 2002 Icograda Achievments Award, Brusel – Brno
- 2003 A ! Diseňo Graphic Design World Award of Excellence, Guanajuato (Mexiko)
- 2018 Cena Bienále Brno za přínos oboru grafický design, in memoriam
- 2020 Cena Alfonse Muchy / SBB, in memoriam

## Galerie

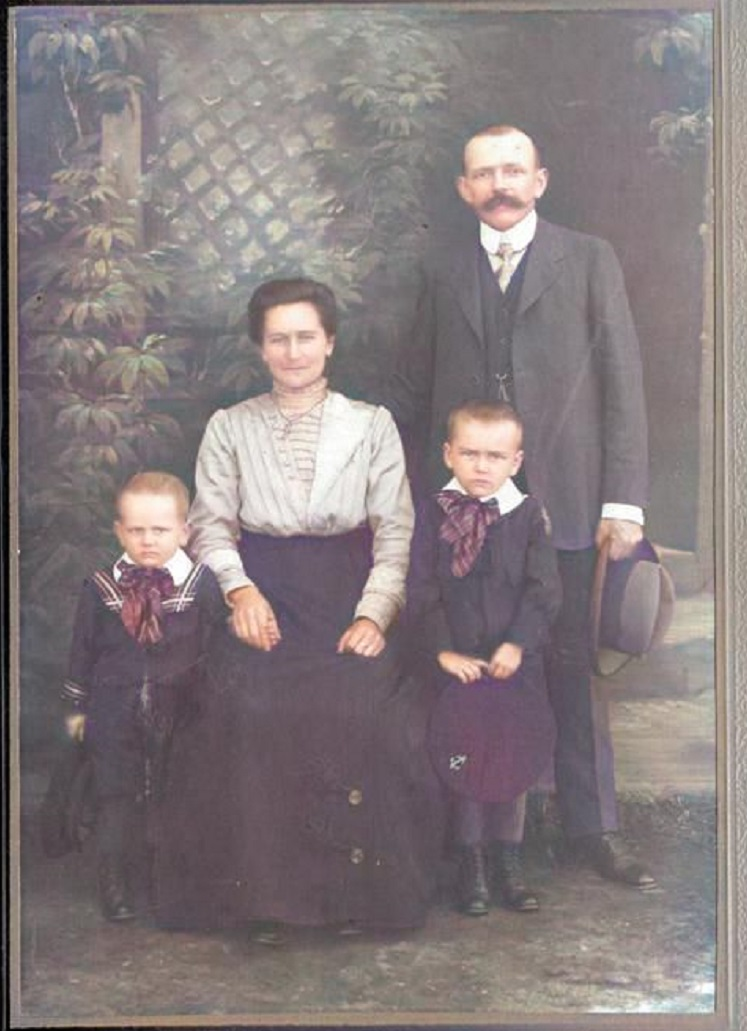
Rodiče Jana Rajlicha Karel Vojtěch Rajlich a Marie Rajlichová se syny Jaroslavem a Karlem, kolem 1913
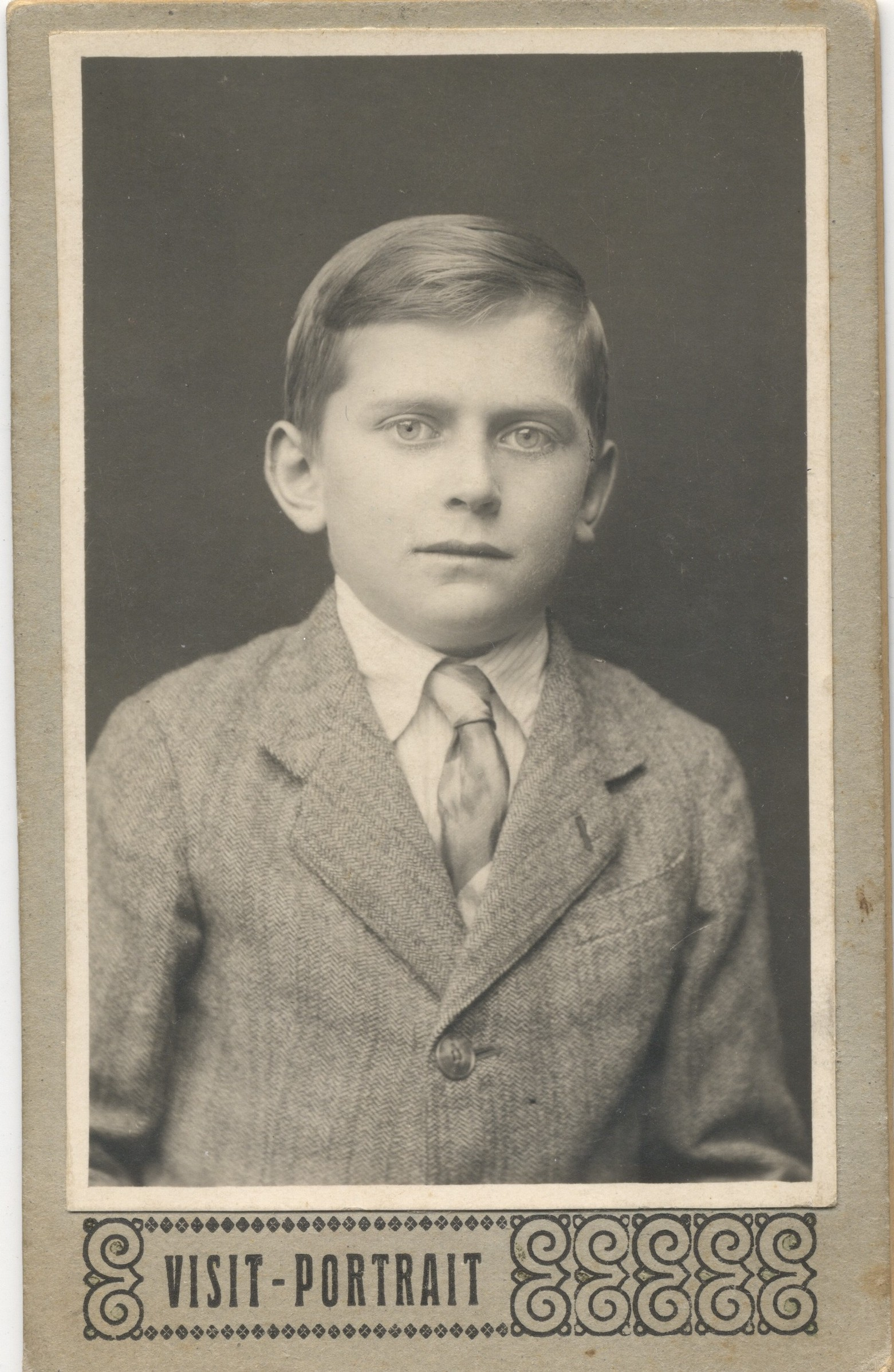
Jan Rajlich jako žák prvního ročníku reálného gymnázia v Jindřichově Hradci, 1930
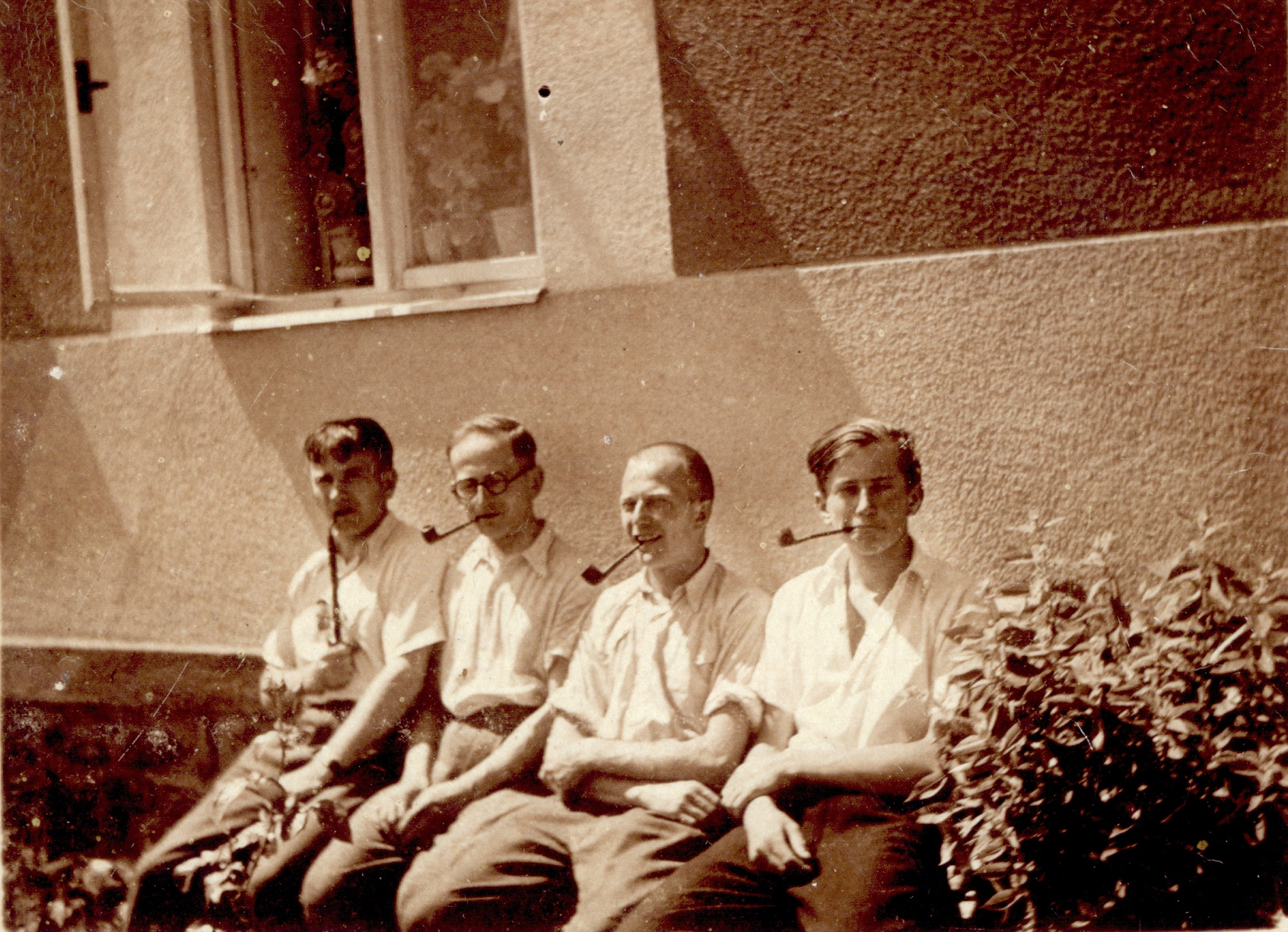
Jan Rajlich s bratry – zleva Jaroslav, Karel, Václav a Jan, Dírná 1939
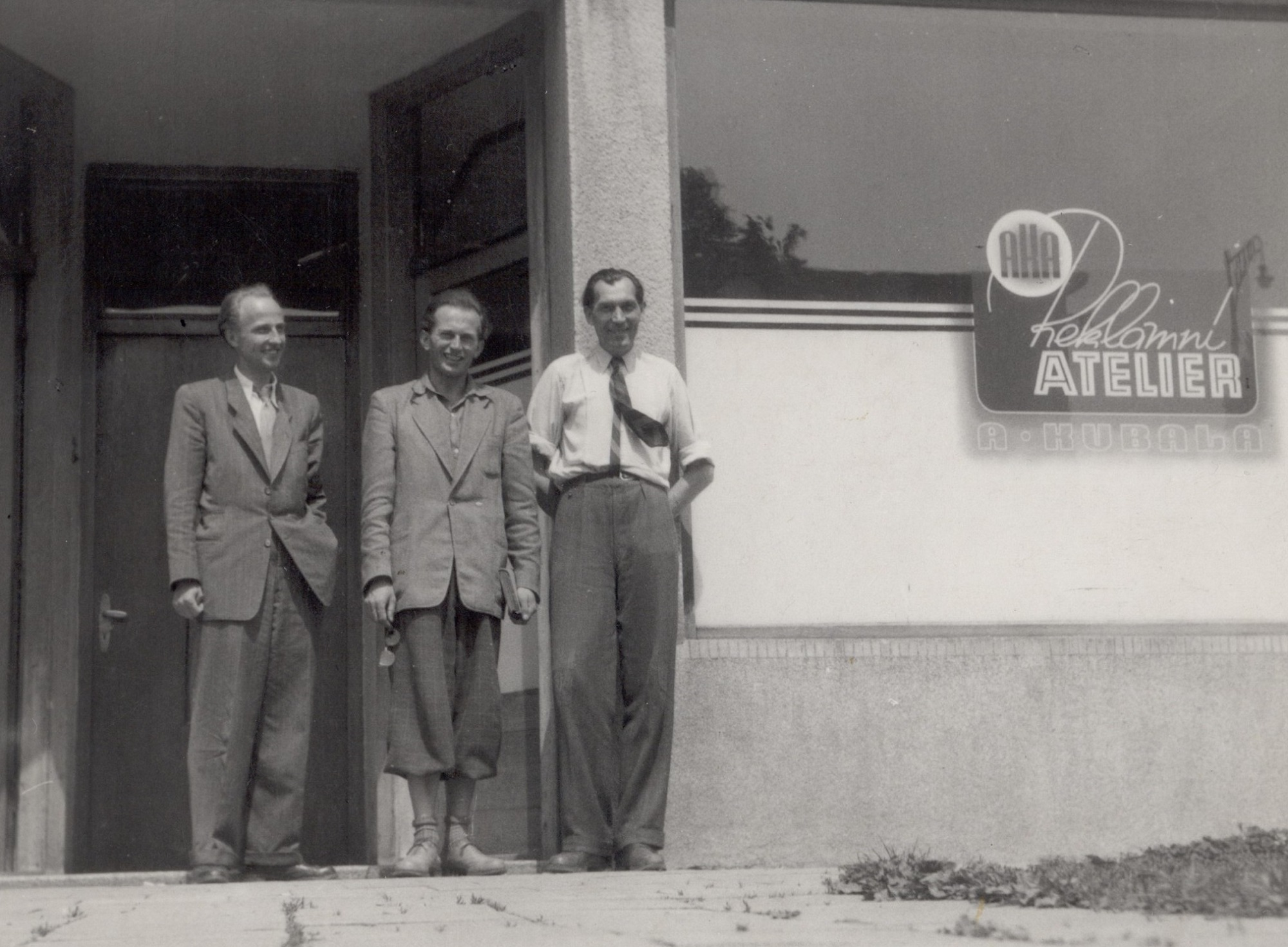
Ve Zlíně u reklamního ateliéru bratří Pazderů (J. R. uprostřed), 1944
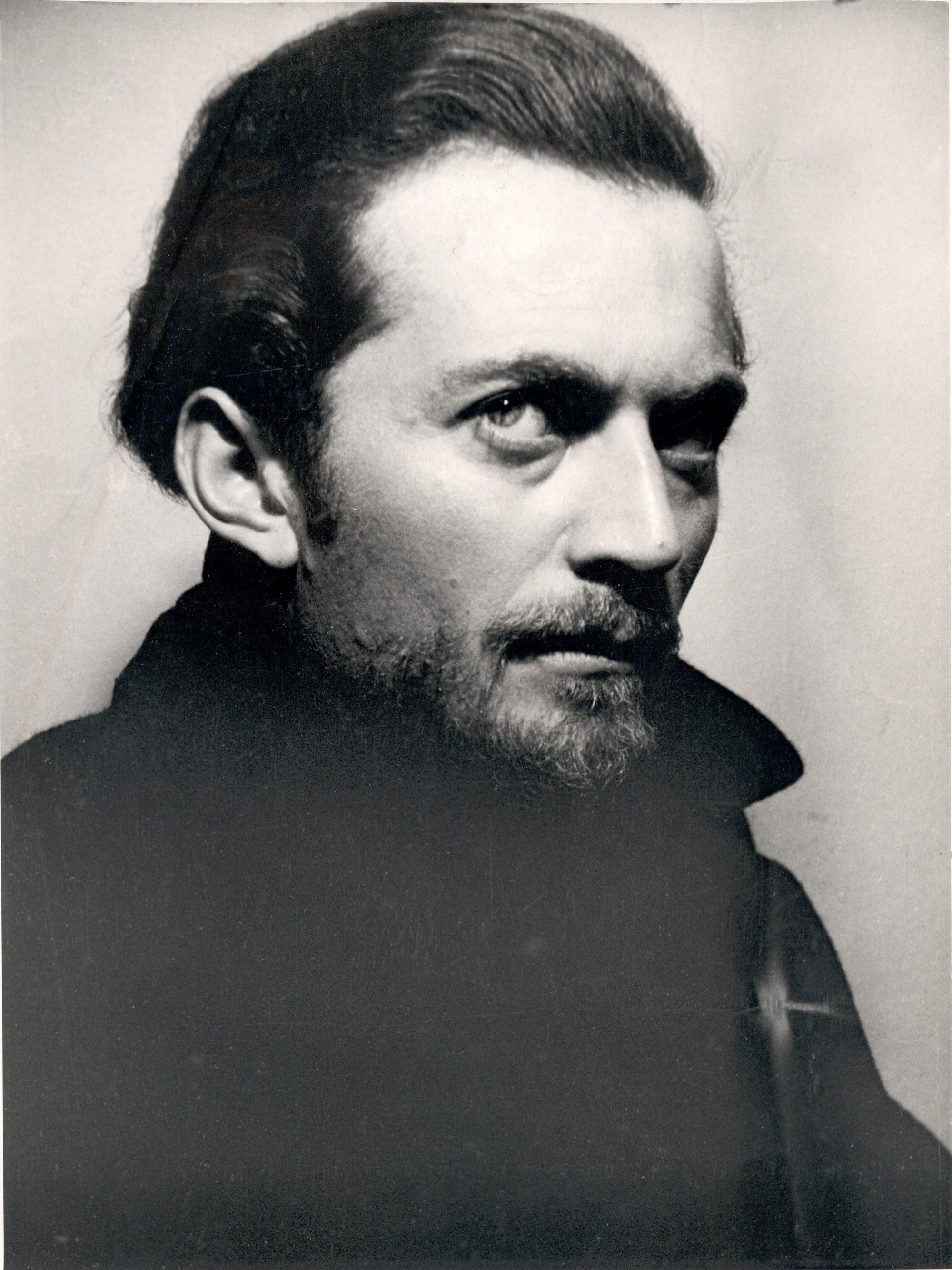
Jan Rajlich na Škole umění ve Zlíně, 1944, foto Mravenec
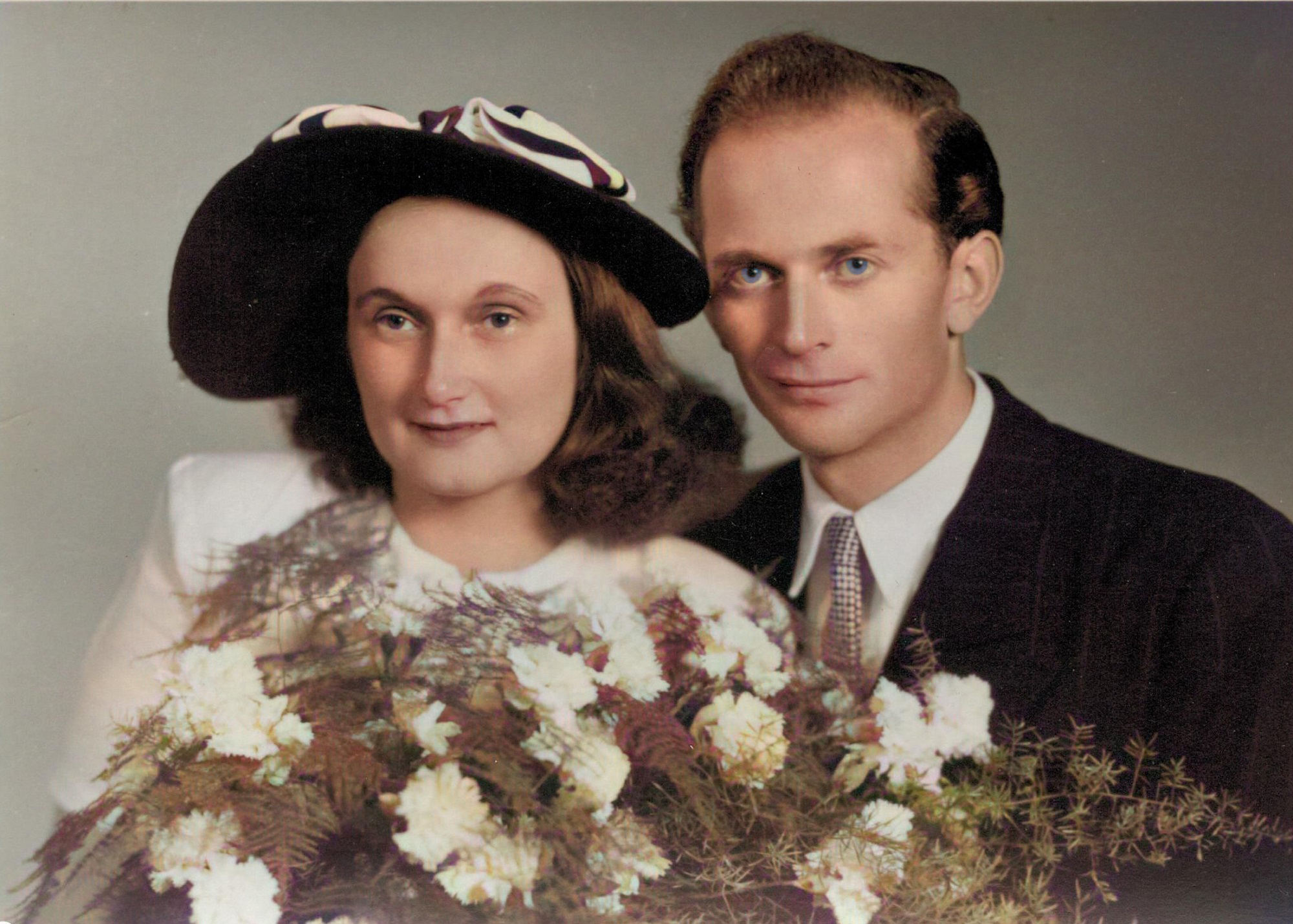
Svatební fotografie, Jan a Božena Rajlichovi, Vyškov 1948
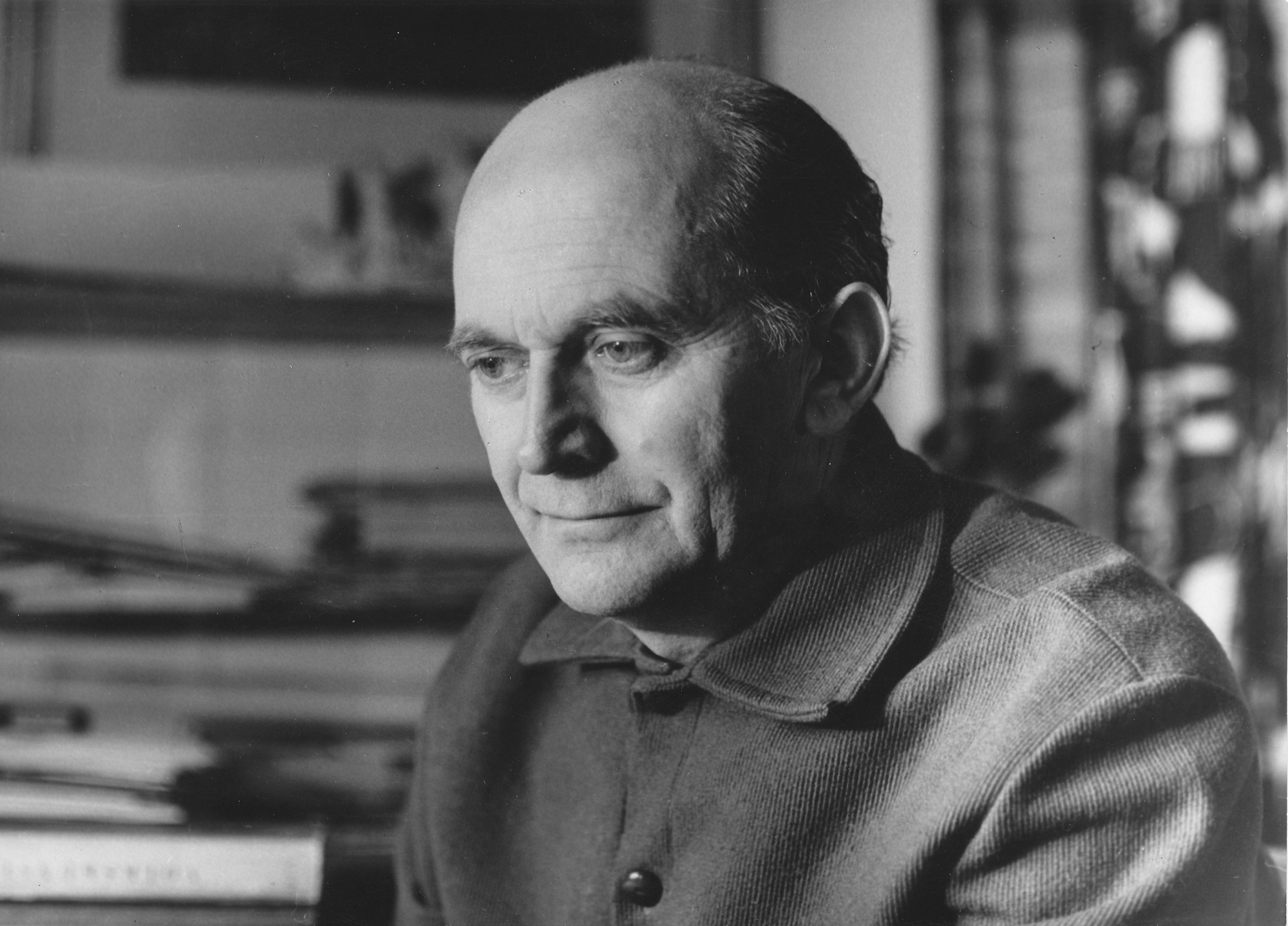
Jan Rajlich na fotografii Viléma Reichmanna, 1971
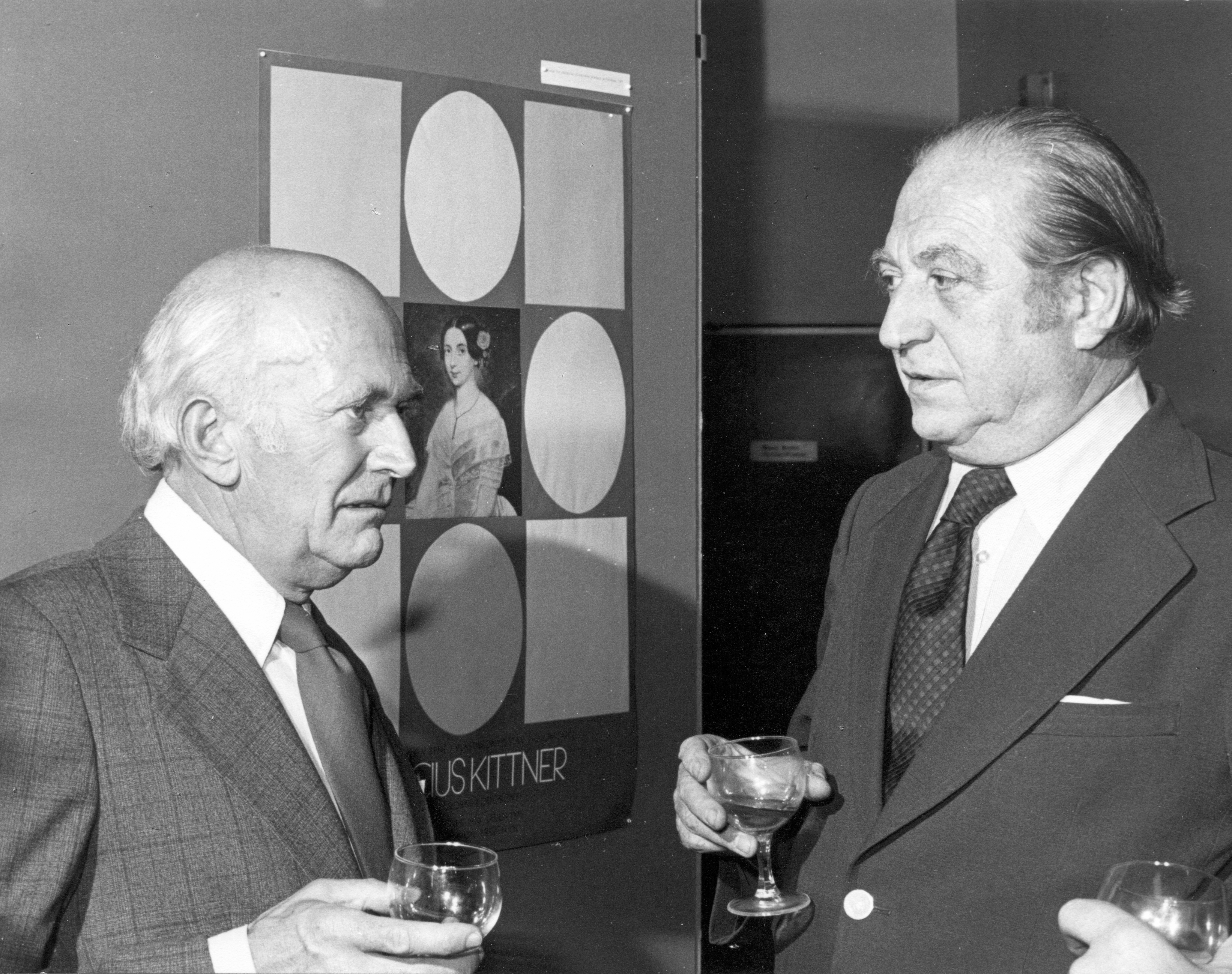
Jan Rajlich a Willy de Majo (zakladatel Mezinárodní rady organizací grafického designu ICOGRADA) na vernisáži J. R. v Loughborough 1980
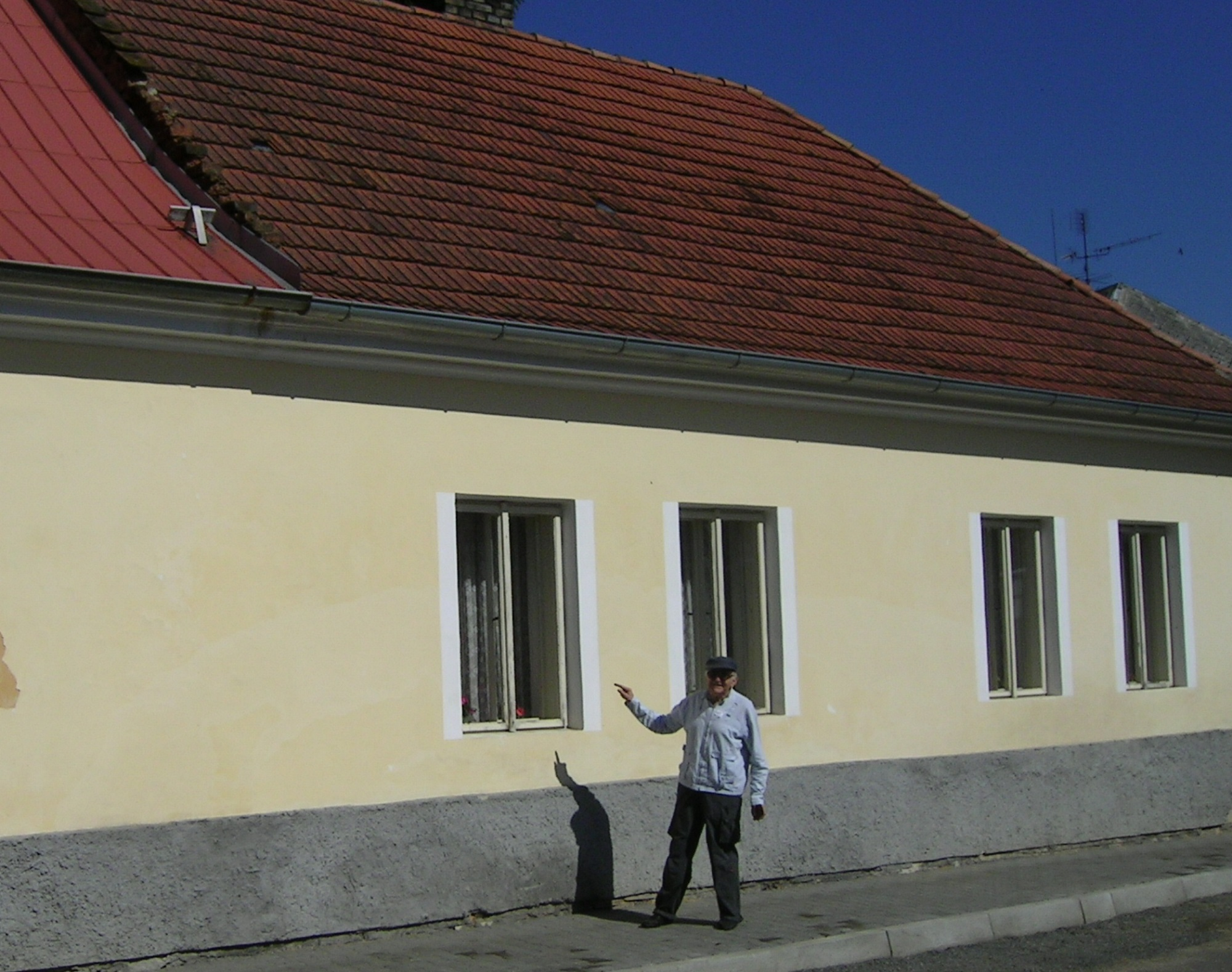
U svého rodného domu v Dírné v roce 2004 , foto Jan Rajlich ml.
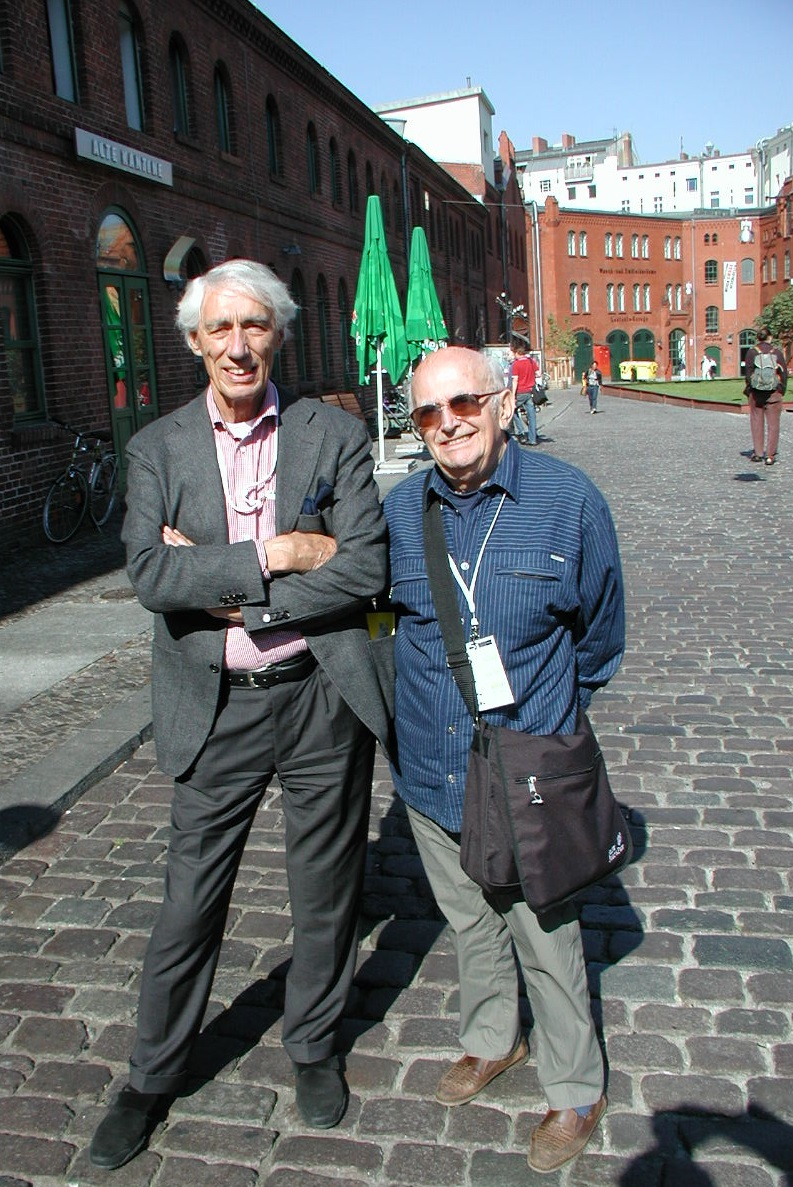
Jan Rajlich a Wim Crouwel v Berlíně 2005, foto Jan Rajlich ml.
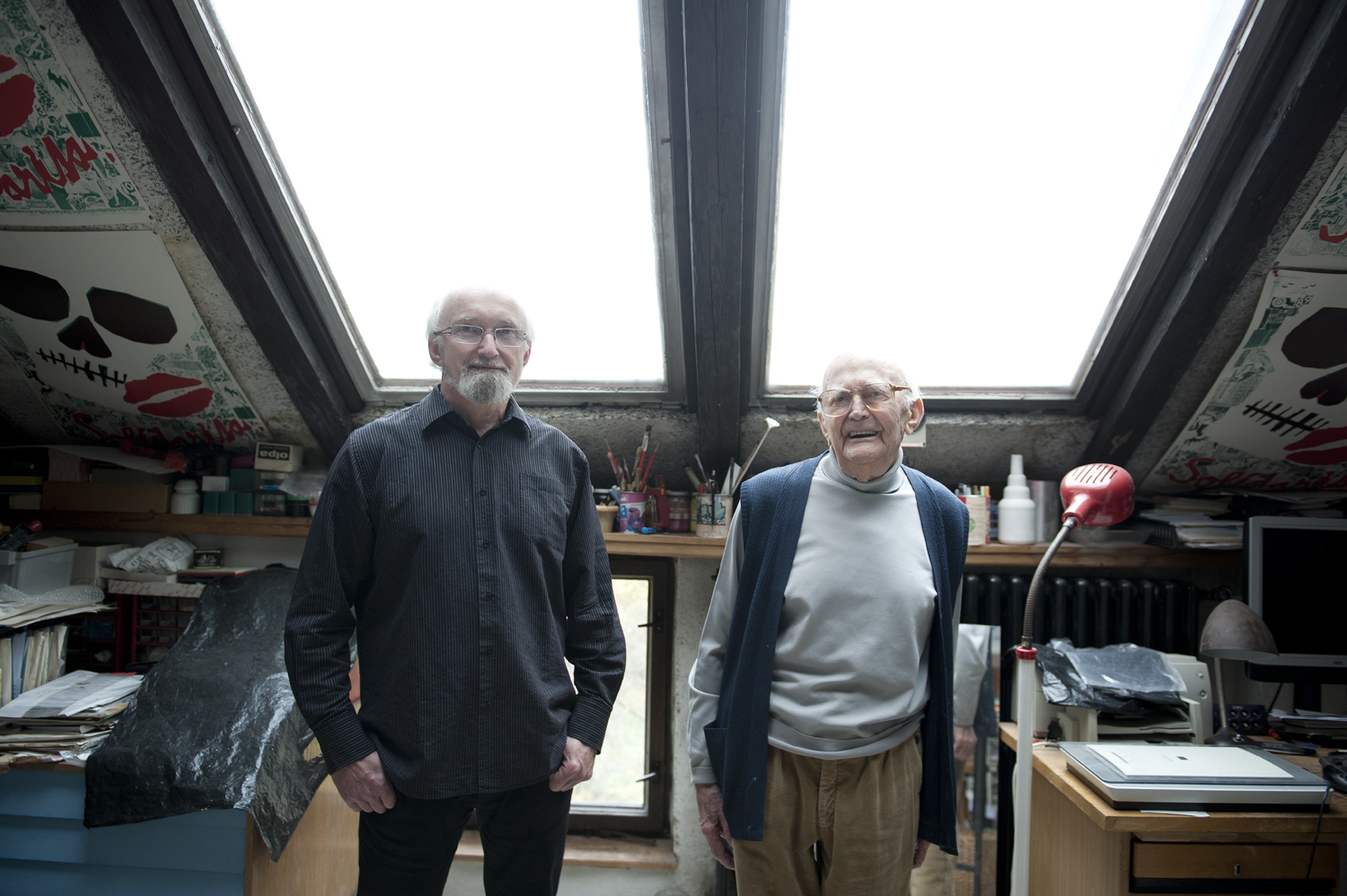
Otec Jan Rajlich st. a syn Jan Rajlich ml. v ateliéru na Jiráskově ulici v Brně, foto Daniela Dostálková, 2013
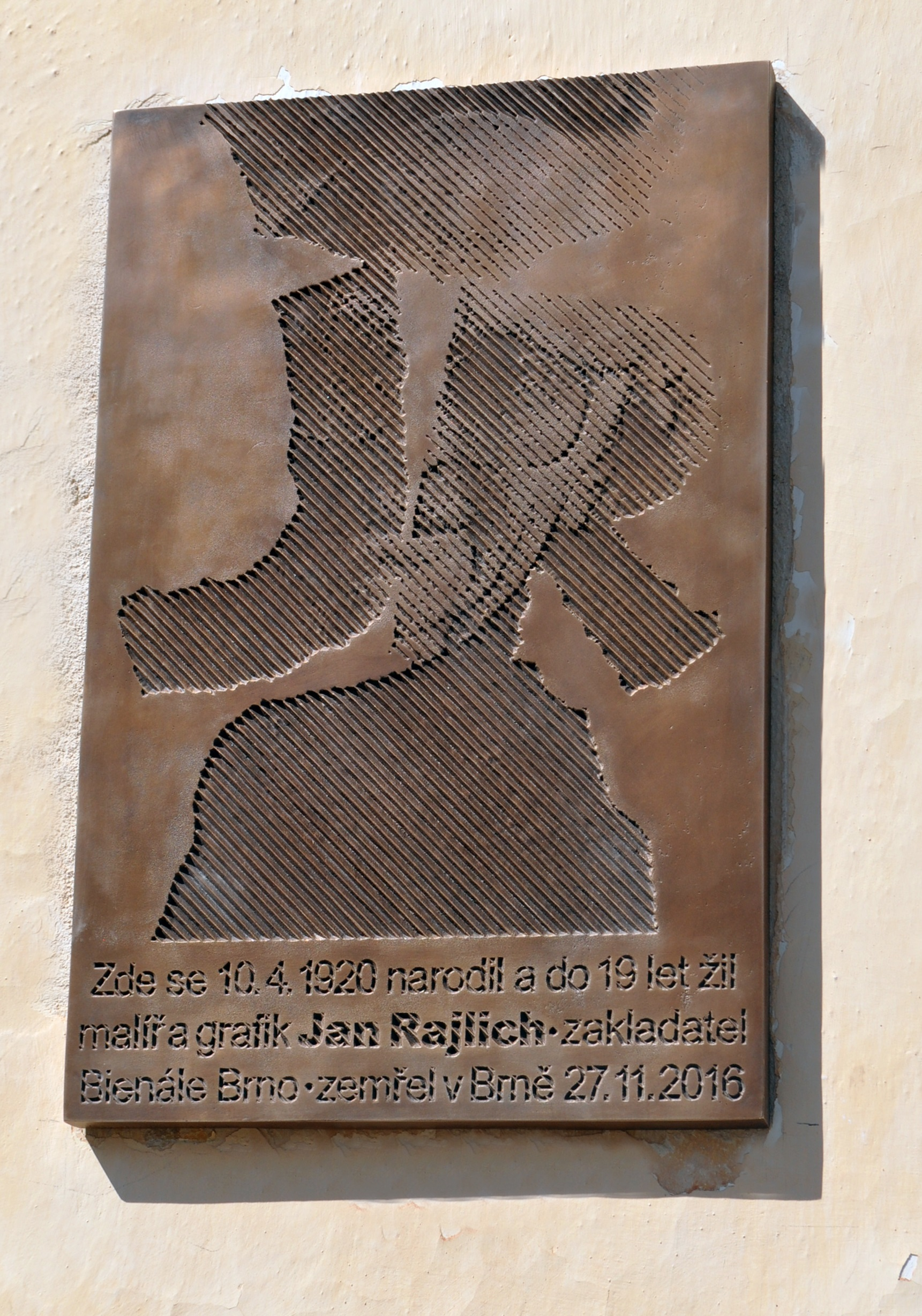
Pamětní deska (autor sochař Martin Skalický, typografie Jan Rajlich ml., portrét podle fotografie Antonína Kanty) byla instalována  na rodném domě v Dírné č. 40 v den 100. výročí narození Jana Rajlicha 10. 4. 2020